# Janowo (gromada w powiecie hajnowskim)
Janowo – dawna gromada, czyli najmniejsza jednostka podziału terytorialnego Polskiej Rzeczypospolitej Ludowej w latach 1954–1972.
Gromady, z gromadzkimi radami narodowymi (GRN) jako organami władzy najniższego stopnia na wsi, funkcjonowały od reformy reorganizującej administrację wiejską przeprowadzonej jesienią 1954 do momentu ich zniesienia z dniem 1 stycznia 1973, tym samym wypierając organizację gminną w latach 1954–1972.
Gromadę Janowo z siedzibą GRN w Janowie utworzono – jako jedną z 8759 gromad – w powiecie hajnowskim w woj. białostockim, na mocy uchwały nr 16/V WRN w Białymstoku z dnia 4 października 1954. W skład jednostki weszły obszary dotychczasowych gromad Gorodczyno, Gradoczno, Janowo i Koźliki ze zniesionej gminy Klejniki, oraz Doratynka i Kaczały ze zniesionej gminy Narew w tymże powiecie. Dla gromady ustalono 11 członków gromadzkiej rady narodowej.
31 grudnia 1959 gromadę Janowo zniesiono, włączając jej obszar do gromad Narew (wsie Janowo, Kaczały i Doratynka oraz przysiołki Skaryszewo i Nowosiółka) i Klejniki (wsie Koźliki, Gorodczyno i Gradoczno oraz obszar lasów państwowych N-ctwa Bielsk obejmujący oddziały 6—11).